# Bécancour
Bécancour es una ciudad de Quebec, Canadá; es la principal localidad del municipio regional de condado de Bécancour. Está situada en la confluencia del río Bécancour y del río San Lorenzo, frente a Trois-Rivières.

## Geografía
Bécancour se encuentra ubicada en las coordenadas 46°20′00″N 72°26′00″O / 46.33333, -72.43333. Según Statistics Canada, tiene una superficie total de 440.74 km² y es una de las 1135 municipalidades en las que está dividido administrativamente el territorio de la provincia de Quebec.

## Demografía
Según el censo de Canadá de 2011, había 12 438 personas residiendo en esta ciudad, lo que da una densidad de población de 28.2 hab./km². Los datos del censo mostraron que de las 10 975 personas en 2006, en 2011 el cambio poblacional fue un aumento de 1463 habitantes (13.3%). El número total de inmuebles particulares resultó de 5667 con una densidad de 12.86 inmuebles por km². El número total de viviendas particulares que se encontraban ocupadas por residentes habituales fue de 5330.
El censo de Canadá de 2001 había mostrado los siguientes datos:
- Población: 11 051 hab.
- Variación (1996-2001): -3,8%
- Viviendas: 4690
- Densidad: 25,1 hab./km²

|                                    | Norte: Trois-Rivières                                           | |
| Oeste: Nicolet, Grand-Saint-Esprit | Bécancour Bécancour rodea completamente Wôlinak 11              | Este: Saint-Pierre-les-Becquets, Sainte-Cécile-de-Lévrard, Sainte-Sophie-de-Lévrard, Sainte-Marie-de-Blandford |
|                                    | Sur: Saint-Célestin Municipality, Saint-Célestin, Saint-Sylvère | |